# Aristarco (nome)
Aristarco  è un nome proprio di persona italiano maschile.

## Varianti in altre lingue
- Basco: Aristarka[4], Aristarko
- Catalano: Aristarc[4]
- Croato: Aristarh
- Francese: Aristarque
- Greco antico: Ἀρίσταρχος (Aristarchos)[3][4][5]
- Latino: Aristarchus[5]
- Polacco: Arystarch
- Portoghese: Aristarco
- Rumeno: Aristarh
- Russo: Аристарх (Aristarch)[5]
- Spagnolo: Aristarco[4]
- Ucraino: Аристарх (Arystarch)
- Ungherese: Arisztarkhosz

## Origine e diffusione

Statua raffigurante Aristarco di Samo a Salonicco

Deriva dal greco Ἀρίσταρχος (traslitterato in Arístarchos), composto da αριστος (aristos, "migliore", "nobile") e da ἄρχειν (árchein, "comandare", "dominare"), e ha il significato di "miglior comandante", "potente per la sua nobiltà", "ottimo principe", "che comanda bene". Secondo altre interpretazioni il secondo termine sarebbe invece ἄρχων (arkhōn, "capo"), quindi il significato sarebbe "miglior capo", "primo tra i migliori", e secondo altre ancora αρχη (arche, "fonte", "sorgente", "origine").
È un nome di ispirazione classica e letteraria, tratto dal matematico e astronomo greco Aristarco di Samo, sostenitore della tesi per cui la Terra ruota attorno al Sole. In minima parte può essere un riflesso del culto per sant'Aristarco, vescovo di Tessalonica .
In Italia è scarsamente diffuso e disperso nel nord.

## Onomastico
L'onomastico si festeggia il 4 agosto in ricordo di sant'Aristarco di Tessalonica, discepolo di san Paolo, vescovo e martire a Salonicco, morto nel I secolo.

## Persone
- Aristarco di Atene, oligarca ateniese
- Aristarco di Samo, filosofo e astronomo
- Aristarco di Samotracia, grammatico greco
- Aristarco di Tessalonica, discepolo di San Paolo

### Variante Aristarch
- Aristarch Belopol'skij, astronomo e astrofisico russo

## Il nome nelle arti
- Aristarco è  un personaggio della serie televisiva statunitense Xena - Principessa guerriera.
- Aristarco Battistini è un personaggio del film del 1958 Racconti d'estate.
- Aristarco Scannabue era lo pseudonimo usato dal letterato Giuseppe Baretti nel 1763 per la pubblicazione della rivista Frusta letteraria.